# Irena Gillarová
Irena Gillarová (* 19. Januar 1992 in Příbram als Irena Šedivá) ist eine tschechische Leichtathletin, die sich auf den Speerwurf spezialisiert hat.

## Sportliche Laufbahn
Erste internationale Erfahrungen sammelte Irena Gillarová 2009 bei den Jugendweltmeisterschaften in Brixen, bei denen sie mit 45,62 m in der Qualifikation ausschied, ehe sie beim Europäischen Olympischen Jugendfestival in Tampere mit einer Weite von 45,70 m den siebten Platz belegte. 2011 erreichte sie bei den Junioreneuropameisterschaften in Tallinn mit 53,02 m Rang sechs und 2013 schied sie bei den U23-Europameisterschaften in Tampere mit 48,58 m in der Qualifikation aus. 2015 begann sie ihr Studium in den Vereinigten Staaten und gewann bei der Sommer-Universiade in Gwangju mit einem Wurf auf 59,89 m die Bronzemedaille hinter der Weißrussin Tazzjana Chaladowitsch und Līna Mūze aus Lettland. 2016 nahm sie erstmals an den Europameisterschaften in Amsterdam teil, schied dort aber mit 52,48 m in der Qualifikation aus. Im Jahr darauf nahm sie erneut an den Studentenweltspielen in Taipeh teil und gelangte diesmal mit 56,24 m auf Rang elf. 2018 klassierte sie sich bei den Europameisterschaften in Berlin mit 59,76 m auf dem siebten Platz und 2019 wurde sie bei den Europaspielen in Minsk mit einem Wurf auf 61,03 m Sechste. Sie qualifizierte sich damit auch für die Weltmeisterschaften in Doha, bei denen sie mit 55,86 m im Finale nur den zwölften Platz belegte. 2021 nahm sie an den Olympischen Sommerspielen in Tokio teil und verpasste dort mit 59,16 m den Finaleinzug.
2022 siegte sie mit 56,34 m bei der Hungarian GP Series – Pápa und im Jahr darauf siegte sie mit 60,83 m bei den Kuortane Games und schied im August bei den Weltmeisterschaften in Budapest mit 54,15 m in der Qualifikationsrunde aus.
Gillarová absolvierte ein Studium an der Virginia Polytechnic Institute and State University und wurde 2015 und 2017 NCAA-Collegemeisterin.